# グランフロント大阪オーナーズタワー
グランフロント大阪オーナーズタワー（グランフロントおおさかオーナーズタワー）とは、大阪市・梅田の複合施設「グランフロント大阪」にある超高層マンション。
2010年に建設が開始され:p. 5、2013年4月に竣工。建物の高さは174.2メートルで、梅田地区周辺の超高層マンションではシティタワー西梅田に次ぐ高さである。

## 概要
「グランフロント大阪」のCブロック地区に建設され:p. 1、2013年4月のグランフロント大阪の街開きと同時に竣工。
総戸数は525戸:p. 4で、駐車場は268台:p. 4（機械式224台、平面44台）ある。積水ハウス、三菱地所レジデンスなど数社で分譲:p. 4。
災害時に備えて免震構造を採用し、非常用自家発電や防災備蓄倉庫などが設置されている:p. 3。
また、ミシュランガイドで5つ星に定義されているインターコンチネンタルホテル大阪のコンシェルジュやポーターサービスなどが一部提携されている。2015年1月の時点で日本において5つ星ホテルと提携されているマンションは、虎ノ門ヒルズとグランフロント大阪オーナーズタワーのみである。

## 建築概要
高さ174.20 メートル（地下1階、地上48階、塔屋2階）
戸数525 戸 :p. 4
敷地面積4,665.59 平方メートル :p. 4
建築面積3,200.22 平方メートル :p. 4
延床面積73,797.10 平方メートル :p. 4
着工2010年（平成22年）3月 :p. 5
竣工2013年（平成25年）4月

### 事業主
- 積水ハウス
- 三菱地所レジデンス
- 阪急電鉄
- NTT都市開発
- 大林組
- オリックス不動産
- 関電不動産
- 新日鉄都市開発
- 竹中工務店
- 東京建物
- 東西土地建物
- 日本土地建物

### 分譲主
- 積水ハウス
- 三菱地所レジデンス
- 阪急不動産

## 交通アクセス
JR
大阪駅 - 徒歩6分 :p. 4
北新地駅 - 徒歩14分 :p. 4
阪急電鉄
中津駅 - 徒歩6分 :p. 4
大阪梅田駅 - 徒歩7分 :p. 4
阪神電鉄
大阪梅田駅 - 徒歩14分 :p. 4
Osaka Metro
御堂筋線
中津駅 - 徒歩6分 :p. 4
梅田駅 - 徒歩7分 :p. 4
四つ橋線
西梅田駅 - 徒歩12分 :p. 4
谷町線
東梅田駅 - 徒歩13分 :p. 4